# Регби в Дании
Регби в Дании является небольшим, но развивающимся видом спорта. Управлением регби занимается Датский регбийный союз.

## История
Первые матчи по регби в Дании провели в 1931 году. Датский регбийный союз был основан в 1950 году, вступил в Скандинавский регбийный союз в 1974 году, стал членом IRB (ныне World Rugby) в 1988 году.
Среди скандинавских команд сборная Дании является второй по силе, уступая Швеции: до 1980 года датчане не побеждали шведов. В 1995 году датчане одержали одну из редких серьёзных побед над командой из регионов Уэльса. Тем не менее, в сборной нет профессионалов, а сама она не выходила ни разу в решающие стадии отборочного турнира Кубка мира.
Структура датского регби носит преимущественно любительский характер: в стране зарегистрировано около 3 тысяч игроков и более 30 клубов, которые не имеют профессионального статуса. В 1970-е годы уровень развития датского регби был неравномерным по всей стране: так, в 1973 году в матче между командами «Комет» и «Люндо» в Копенгагене был зафиксирован откровенно неприличный счёт 194:0.
В 2012 году в датском Оденсе прошёл один из этапов чемпионата Европы по регби-7.